# 1425 Tuorla
1425 Tuorla је астероид главног астероидног појаса са пречником од приближно 14,94 .
Афел астероида је на удаљености од 2,876 астрономских јединица (АЈ) од Сунца, а перихел на 2,345 АЈ.
Ексцентрицитет орбите износи 0,101, инклинација (нагиб) орбите у односу на раван еклиптике 12,975 степени, а орбитални период износи 1540,776 дана (4,218 године).
Апсолутна магнитуда астероида је 11,30 а геометријски албедо 0,239.
Астероид је откривен 3. априла 1937. године.